# KTX高速列车
KTX高速列车（韩语：／ Hanguk gosok cheoldo，簡稱KTX）由韓國鐵道公社（Korail）營運的最高等级列车，最高時速為305公里。

## 列车路線

### 高速鐵路
- 京釜高速線：首爾光明站[3]至釜山站
- 湖南高速線：五松站至光州光州松汀站

### 準高速、普速鐵路
以下準高速路段有KTX列車駛入：
- 京江線：原州市萬鍾站至江陵站，配合2018年冬季奧林匹克運動會通車，運行KTX江陵線。
- 中央線：清涼里站至原州市萬鍾站，配合2018年冬季奧林匹克運動會通車，運行KTX江陵線。2021年1月5日，中央线提速改造工程（清凉里-安东）竣工，KTX-Eum開始於中央線上线运行。[4]
- 中部內陸線：2021年12月31日中部內陸線  (夫鉢至忠州)開通，投入KTX-Eum行駛。[5]

以下普速鐵路路段有KTX列車駛入：
- 京釜線、湖南線：補充京釜高速線和湖南高速線。
- 京義線：KTX列車經京義線抵達幸信站。
- 京元線：KTX江陵線经京元線抵達龍山站。
- 嶺東線：KTX江陵線2020年延伸至嶺東線东海站。
- 慶全線：2010年慶全線三浪津 - 馬山間電氣化，KTX駛入馬山，2012年延駛晉州站。
- 全羅線：益山站至麗水EXPO站，2011年11月配合麗水世界博覽會交通輸運需求運行KTX列車。
- 東海線：2015年開通運行KTX列車。

### 停運路線
- 仁川國際機場鐵道：2014年6月30日開始運營自仁川國際機場2號航站樓站始發的KTX列車，可快速連接仁川國際機場與首爾，但因效益不佳，2018年9月1日正式廢止該服務。[6]

## 車輛

### KTX-I

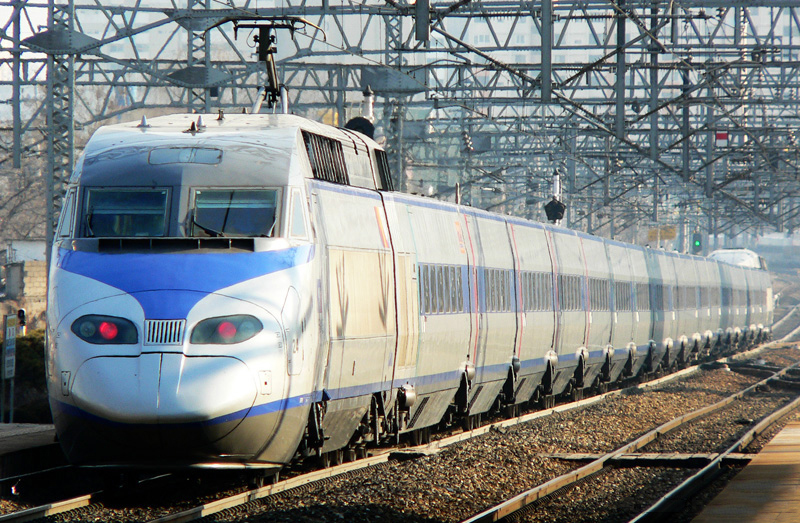
KTX-I于大田站

自業務開始以來一直在運行的車輛。該列車共20節車，是基於法國國鐵TGV Réseau列車設計的韓國版本。採用動力集中式，頭尾節車均為動力車，其餘18節車均為客車。頂部的設計比TGV Réseau造型更圓潤。與TGV車輛的主要區別在於車輛結構的加強，由於TGV車輛缺乏車輛結構的強度，並且在隧道內行駛時有破裂的風險，因此KTX-I車體加強了結構的強度，以防止在隧道內行駛時破裂。載客量為935人。最初12列列車由法國阿爾斯通在1997至2000年製造，其餘34組由本地製造商現代Rotem在法國國鐵（SNCF）技術人員協助下通過從阿爾斯通進口主要零件，在2002至2003年在韓國組裝。最大運行速度為305 km/h。

### KTX-山川
從2010年3月2日開始投入商業運營的車輛。最初開發名稱為KTX-II，是兩種全尺寸模型，在2007年釜山國際鐵路工業展覽會（BEXCO）上展出。
為了反映從原型HSR-350X和常規KTX獲得的技術數據以及客戶的心聲，普通座椅將採用980毫米的可旋轉斜躺座椅，其座椅間距比常規KTX大50毫米。 特別地，KTX在設計時考慮到了諸如“不能改變座椅方向”和“身體小而擁擠”之類的適居性，這已經引起乘客的不滿。為增加列車運行的靈活性，它以8列客車+兩端動力傳動系的車構造，可容納363個座位（特室30人 / 一般室328人 / 無障礙席5人）。
及後在2012年至2014年，韓國鐵道公社陸續加購車輛，並隨着水西平澤高速線的開通，從2016年12月9日起將部分自購車輛租給SR，以供運行SRT高速列車。通過分配給湖南鐵路車輛維護團隊來進行維護，每列總值為335億韓元。

### KTX-Eum

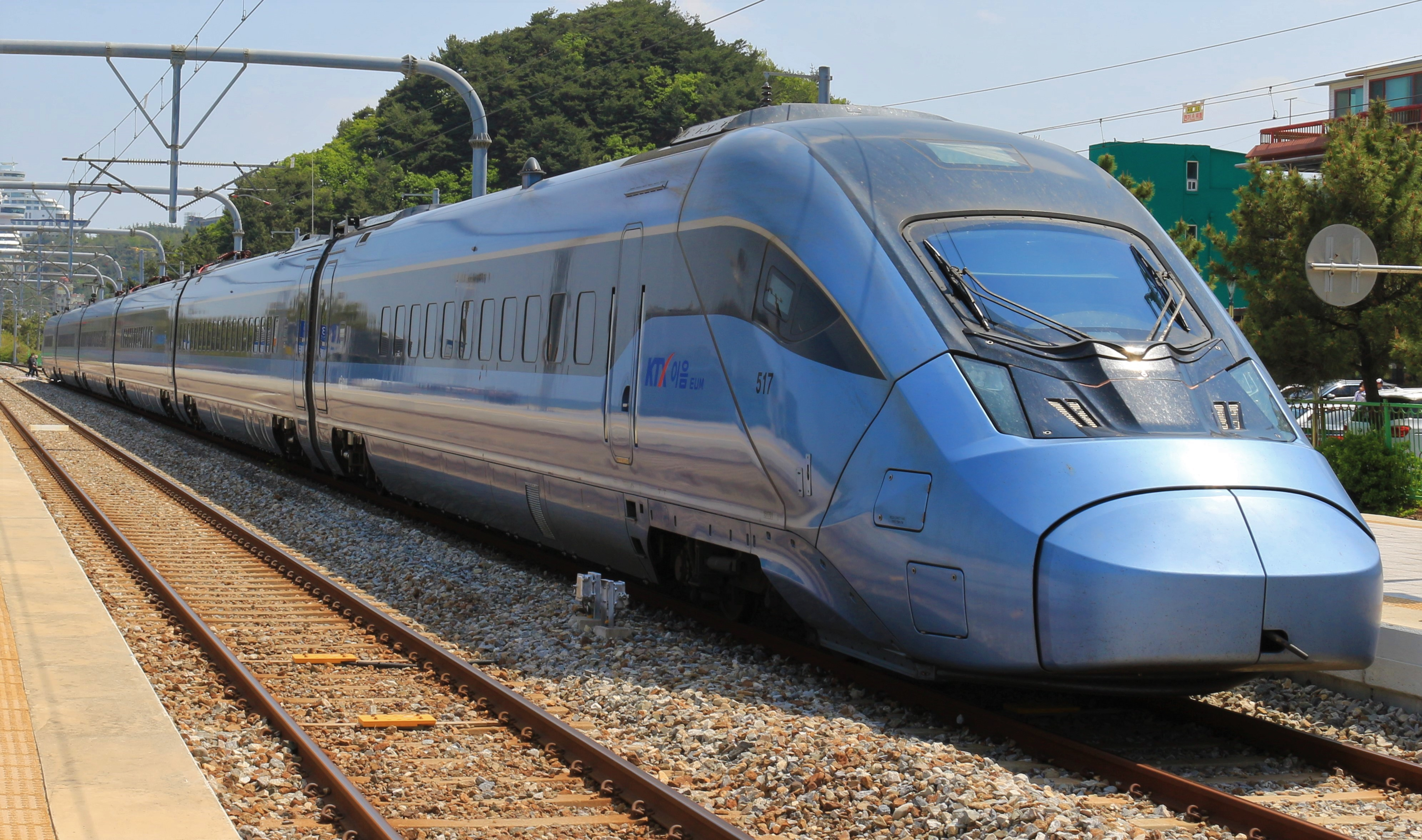
KTX-Eum于正东津站

250公里級別列車，2021年1月5日開始於中央線上线运行。同年12月31日投入中部內陸線。

### KTX-青龙
320公里级别列车，比KTX-山川快15公里，座位数增加136个，时速达到300公里只需3分22秒，比KTX-山川缩短1分44秒。KTX-青龙于2024年5月1日开始在京釜高速线和湖南高速线逐步投入运营。

## 海外輸出
2024年6月，韓國高速鐵路技術首次出口國外。韓國政府與烏茲別克政府達成協議，烏茲別克鐵路將進口6組7輛編組，由現代Rotem以KTX-Eum設計為基礎建造的UTY EMU-250型高速列車，該列車預計在塔什干—薩馬爾罕高速鐵路營運。6組高速列車連同韓國鐵道公社和現代Rotem提供的維護保修服務，價值2700億韓圓（按當時匯率計算約合1.96億美元）。

## 事故
- 2013年8月31日，大邱站发生3列车连环相撞意外（朝鲜语：대구역 열차 충돌 사고），9辆车厢脱轨、1人受伤送医，铁路局部瘫痪。[12][13]
- 2018年12月8日，一列KTX列车8日在從江陵站前往首爾的途中出軌，造成14人受傷。[14]
- 2022年1月5日，一辆KTX山川列车在京釜高速线通过永同隧道时与掉落在隧道内的钢板结构相撞脱轨，造成7人受伤。[15]

## 外部連結
- 韓國高鐵 （页面存档备份，存于） （英文）（日語）
- 釜山广域市网站-釜山高速铁道 （页面存档备份，存于）